# Investigation Discovery
Investigation Discovery (ofta skrivs endast ID) är en amerikansk digital kabel-tv-kanal som ägs av Discovery Communications och lanserades på hemmamarknaden 2008. Kanalen visar främst program som handlar om kriminalitet och utredningar av kriminalitet. Kanalen lanserades under 2009 i ett 20-tal europeiska länder och under april 2010 sker expansionen även till Sverige och de nordiska länderna. Kanalen distribueras i nuläget via operatörerna Sappa, Tele2, IP Sweden, Kramnet Telia och Boxer.
Programutbudet fokuserar främst på kriminalprogram, verkliga brottsutredningar och rättsmedicinska gåtor. Huvudmålgruppen vuxna, men framför allt kvinnor, mellan 25 och 54 år. Den europeiska varianten är till skillnad mot originalet i USA reklamfri och finansierad med abonnemangsavgifter. Våren 2015 började däremot kanalen sända reklam i samband med att den fick svensk berättarröst och svenska trailrar. Kanalen sänds hela dygnet. Kanalens huvudkonkurrent är Crime & Investigation Network som också finns i USA, Australien, UK och flera europeiska länder.

## Kanalens ägare
Discovery Communications Inc. är världens ledande media- och underhållningsföretag inom dokumentärområdet. Discovery har utökat från sin första kanal, Discovery Channel som lanserades i USA 1985, till en nuvarande omfattning med verksamhet i över 170 länder och 1,4 miljarder tittare. Discovery Networks International omfattar 17 varumärken som når sammanlagt 670 miljoner tittare. I EMEA når 12 varumärken 173 miljoner tittare i 104 länder med program tillgängliga på 22 språk. Discovery Communications ägandeskap fördelas mellan fyra ägare: Discovery Holding Company (NASDAQ: DISCA, DISCB), Cox Communications, Inc., Advance/Newhouse Communications och John S. Hendricks, företagets grundare och styrelseordförande.

## Historik
Kanalen lanserades 1996 under namnet "Discovery Civilization Network: The History and Geography Channel". 2002 tog New York Times Television och Discovery Communications över kanalen i avsikt att driva den tillsammans. 2003 döptes kanalen om till Discovery Times Channel och kom då att fokusera främst på amerikansk kultur. I april 2006 sålde så New York Times tillbaks sin andel av Discovery Times till Discovery Communications och avslutade sitt ägarskap i kanalen. 2008 bytte kanalen åter namn till the Investigation Discovery channel och fick i samband med detta sin nuvarande kriminaljournalistiska inriktning. 

## Program i USA
- Call 911
- Crime Scene University
- Dateline
- Deadly Women
- Deranged
- 48 Hours
- Life of a Crime
- Mega Heist
- Most Evil
- The New Detectives
- Real Interrogations
- Wicked Attraction
- The FBI Files
- The Shift
- Forensic Detectives
- Solved
- The Real NCIS
- Escaped
- Personal Justice (a new crime re-enactment show airing on Investigation Discovery during the summer of 2009.)
- A Haunting
- I Almost Got Away With It